# Saint-Maclou-la-Brière
Saint-Maclou-la-Brière är en kommun i departementet Seine-Maritime i regionen Normandie i norra Frankrike. Kommunen ligger i kantonen Goderville som tillhör arrondissementet Le Havre. År 2022 hade Saint-Maclou-la-Brière 470 invånare.

## Befolkningsutveckling
Antalet invånare i kommunen Saint-Maclou-la-Brière
| Referens: INSEE |